# Бакаджаклъчифлик
Бакаджаклъчифлик (на турски: Bakacaklıçiftliği) е село в околия Бига, вилает Чанаккале, Турция. Разположено на 70 – 120 метра надморска височина. Населението му през 2009 г. е 139 души, основно българи – мюсюлмани (помаци), преселили се от селата Орехово и Еникьой след Руско-турската война.